# Haruhi Suzumiya
Haruhi Suzumiya (涼宮 ハルヒ Suzumiya Haruhi?) es una personaje de ficción creada por el autor japonés Nagaru Tanigawa y diseñada originalmente por Noizi Ito. Es conocida internacionalmente como la protagonista de la serie de novelas ligeras Suzumiya Haruhi no Yūutsu, así también de la serie de historietas manga y de la serie televisiva de anime que poseen el mismo nombre, así como de los diversos productos derivados de dicha franquicia.

## Generalidades
Apareció por primera vez en la novela ligera Suzumiya Haruhi no Yūutsu, que se publicó el 6 de junio de 2003. Según el propio autor, dice haberse inspirado en ella durante una noche de insomnio a comienzos del siglo XXI. Sin embargo, la apariencia final de la personaje fue diseñada por la ilustradora Noizi Ito. Cuando la novela ligera fue adaptada como serie de televisión en 2006 por Kyoto Animation, su apariencia fue modificada por Shōko Ikeda. La voz de la personaje fue interpretada en el anime por la seiyū Aya Hirano.
En la franquicia, Haruhi Suzumiya es una estudiante recién ingresada en una escuela secundaria, con una personalidad excéntrica e impredecible, impulsada por descubrir fenómenos sobrenaturales. Funda un club escolar llamado Brigada SOS, donde recluta a varios estudiantes y busca investigar dichos fenómenos. Sin embargo, Haruhi no es consciente de que ella misma es capaz de modificar el mundo acorde a sus pensamientos, donde su estado de ánimo y sus deseos impactan el mundo real. 
Su impacto como personaje ficticia la hizo considerar como una de las de que dio origen al surgimiento de otras personajes ficticias japonesas de arquetipo tsundere durante la década de 2000. Ocupó varias posiciones dentro de las listas de la publicación Kono Light Novel ga Sugoi!, que mide las tendencias de popularidad en novelas ligeras japonesas dentro de Internet; llegando a ocupar la cuarta posición en la edición de 2005, el cuarto lugar en la edición de 2006, el tercer lugar en la edición de 2007, el primer lugar en la edición de 2008 y el noveno lugar en la edición de 2012.